# Плодосовхоз (Пензенская область)
Плодосовхо́з — посёлок Волынщинского сельсовета Бековского района Пензенской области.

## География
Посёлок расположен на юго-востоке Бековского района в 3 км от административного центра сельсовета — села Волынщино. Расстояние до районного центра пгт Беково — 4 км, до областного центра города Пензы — 150 км.

## История
Посёлок основан в 60-х годах XX века как социально-производственная структура плодосовхоза «Беково». В 1968 году — в Волынщинском сельсовете Бековского района Пензенской области.

## Население
| 1979 | 1989 | 1996 | 2002 | 2010 | 2011 |
| ---- | ---- | ---- | ---- | ---- | ---- |
| 534  | ↗559 | ↗588 | ↘499 | ↗502 | ↘498 |

В 2004 году — 231 хозяйство, 555 жителей; в 2007 году — 532 жителя. На 1 января 2011 года численность населения посёлка составила 498 человек.

## Экономика
В посёлке располагаются предприятия агропромышленного комплекса:
- ООО А/Ф «Плодпром-Беково», занимающаяся выращиванием плодовых деревьев, сельскохозяйственных культур.
- Бековский филиал ОАО НТП «Сады Придонья» (г. Волгоград) — выращивание плодово-ягодных культур, использующихся в производстве детского питания и напитков.

## Инфраструктура
В посёлке находятся дом культуры, библиотека, стадион, фельдшерско-акушерский пункт, магазин, почтовое отделение.
Посёлок Плодосовхоз газифицирован, имеется централизованное водоснабжение. Расстояние до автодороги регионального значения с асфальтовым покрытием направления Пенза — Беково — 700 м.

## Улицы
- Вишнёвая;
- Липовая;
- Луговая;
- Молодёжная;
- Почтовая;
- Садовая 1-я;
- Садовая 2-я;
- Специалистов;
- Спортивная;
- Студенческая;
- Школьная.